# Selma Noort
Selma Noort (Leiden, 7 april 1960) is een Nederlandse kinderboekenschrijfster.

## Biografie
Noort studeerde voor kleuterleidster aan de kleuterkweekschool in Leiden, toen ze haar eerste boek, Ik hoef niet op schoot, schreef. Selma Noort kwam in contact met Miep Diekmann, die ervoor zorgde dat het boek gepubliceerd werd bij Uitgeverij Leopold. Het boek deed het goed en werd het vertaald naar het Duits en Deens. Een aantal andere boeken volgden, waarbij Noort zich vooral richtte op oudere kinderen. Uiteindelijk werd Noort, na  een periode in de Verenigde Staten, in 1989 voltijds schrijfster. Hierna nam haar oeuvre snel toe.
Naast haar schrijverschap treedt Selma Noort regelmatig op via de Schrijverscentrale in bibliotheken en op scholen en PABO’s met educatieve workshops en voorstellingen over haar boeken en het schrijverschap in het algemeen, en werkte zij voor de Stichting Schoolschrijver als schoolschrijver op scholen waar kinderen een taalachterstand hebben. Enkele malen bezocht zij de Kinderboekenweek op Aruba, Curaçao en Bonaire en enkele kinderboekenfestivals in Paramaribo, Suriname. Daarnaast zat zij enkele jaren in het bestuur van IBBY Nederland en was zij vijf jaar voorzitter van de Werkgroep Jeugdboeken van de Auteursbond
Een flink aantal boeken van Noort werd vertaald in het Duits. Enkele boeken werden vertaald in het Arabisch, Papiaments, Hongaars, Turks, Deens, Sloveens en Russisch. 
Noort illustreerde haar laatste boeken zelf en is ook actief geweest als kunstschilder. Haar werk werd meermalen geëxposeerd, onder meer op de Nationale Kunstdagen in AHOY, Rotterdam.

## Stijl
Noort begon met het schrijven van boeken voor oudere kinderen, waarbij ze veelal putte uit eigen ervaringen. Later werden de verhalen humoristischer en kwam er meer fantasie in. Toen Noort zelf kinderen kreeg, ging ze meer schrijven voor jongere kinderen. Haar vrije werk is te verdelen onder twee noemers: "eigentijds" en "sprookjesachtig". Zij heeft geen vaste illustrator.
Selma Noort heeft een zeer uitgebreid oeuvre. Naast reguliere lees- en voorleesboeken, heeft ze ook boeken binnen bepaalde AVI-niveaus geschreven, voor kinderen die nog binnen het aanvankelijk leesproces zitten. Ook heeft ze makkelijk leesboeken geschreven, speciaal gericht op kinderen met dyslexie of andere leesproblemen.
Veel van Noorts boeken spelen zich herkenbaar af in en rond de stad Leiden.

## Onderscheidingen
- 1984 - Vlag en Wimpel voor Een gedeelde hamaca
- 1985 - Vlag en wimpel voor Martine Koperslager
- 1993 - Zilveren Griffel voor Eiland heimwee
- 1996 - Vlag en wimpel voor Geen gewone ketting
- 2003 - Zilveren Griffel voor Mag ik je spook even lenen
- 2016 - Thea Beckmanprijs voor De zee kwam door de brievenbus
- 2016 - Vlag en wimpel voor De zee kwam door de brievenbus
- 2021 - nominatie voor de Woutertje Pieterse Prijs 2021 voor Koningskind
- 2021 - Vlag en wimpel voor ‘’Koningskind’’

- Digitale Bibliotheek voor de Nederlandse Letteren: noor034
- Gemeinsame Normdatei: 124932673
- International Standard Name Identifier: 0000 0000 5738 830X
- Library of Congress Control Number: n96114378
- Nederlandse Thesaurus van Auteursnamen: 069266913
- Système universitaire de documentation: 194339548
- Virtual International Authority File: 79506952
- WorldCat: E39PBJm4VMy8QpyK86rKbQgVG3